# 吉爾恰基夫卡
49°39′33″N 35°27′20″E / 49.65917°N 35.45556°E
希爾恰基夫卡（烏克蘭語：Гірчаківка）是位於烏克蘭東部的村莊，由哈爾科夫州别列斯京区的克拉斯諾赫拉德市鎮負責管轄。該村始建於1886年，面積0.46平方公里，海拔高度113米，2001年人口38，人口密度每平方公里82.4人。